# L'ostile ospedale
L'ostile ospedale (The Hostile Hospital) è l'ottavo libro della serie Una serie di sfortunati eventi, scritta da Lemony Snicket.

## La trama
All'inizio di questo episodio della serie i fratelli Baudelaire, fuggiti dalla polizia (nel libro Il vile villaggio), si ritrovano in un luogo sperduto dove l'unico edificio presente è un negozio chiamato Emporio Ultima Chance. Non sapendo cos'altro fare i Baudelaire vi entrano ed incontrano un gentile negoziante che offre loro una colazione e gli permette di spedire un telegramma al signor Poe per chiedergli aiuto. Il negoziante consiglia ai ragazzi di stare attenti poiché vi sono dei pericolosi assassini in circolazione, ma afferma di non aver ancora letto il giornale Daily Punctilio del giorno dove sono segnalati i nomi dei criminali. Informa inoltre i fratelli che un gruppo di Volontari Festaioli si trova nei pressi del negozio. Mentre i ragazzi telegrafano il negoziante riceve il quotidiano e scopre che i famosi assassini altri non sono che i tre orfani. Inseguiti dunque dal negoziante i fratelli sono costretti alla fuga e visto il camion dei Volontari, pensando che questi possano essere legati a V.F., vi si nascondono. Incontrano quindi i Volontari, che scambiano i Baudelaire per altri Volontari come loro, e li accolgono festosamente. Chiedono ai Volontari se per caso non conoscono Jacques Snicket, ma questi affermano che non conoscono i veri nomi dei loro compagni e che chiamano tutti "fratello" o "sorella". Spiegano inoltre che non leggono mai i giornali, specialmente il Daily Punctilio.
Tranquillizzati i ragazzi giungono all'Ospedale Heimlich, dove i Volontari sono incaricati di alleviare i mali dei pazienti con stupidi canti e palloncini rossi a forma di cuore. Appena arrivati i ragazzi notano una cosa strana: una metà dell'ospedale è costruita mentre l'altra metà è costituita solo dalle fondamenta.
Mescolandosi ai medici dell'ospedale i fratelli ottengono un posto di lavoro come assistenti di Hal che lavora nei sotterranei dell'edificio archiviando le pratiche. Hal dice loro di averli già visti e che c'è qualcosa su di loro circa l'incendio Snicket, ma si rifiuta categoricamente di mostrare la pratica ai ragazzi o anche solo di cercarla.
Durante la notte i ragazzi, non avendo altro posto dove dormire, si rifugiano nella parte inconclusa dell'edificio e dando un'occhiata ai taccuini dei trigemini Pantano scoprono che effettivamente esiste una Pratica Snicket.
Grazie all'ingegno di Violet Baudelaire, i ragazzi scambiano le chiavi di Hal (che permettono di accedere alla stanza dove sono conservate le pratiche) con delle chiavi finte che Hal non riconosce per tali in quanto quasi cieco. Trovano quindi la pratica, ma scoprono che c'è solo l'ultima pagina (la 13) poiché le altre sono state sequestrate dalle autorità.
Nella pagina si dice:
Sconvolti i ragazzi comprendono che uno dei loro genitori probabilmente è ancora vivo, ma questo momento di gioia viene interrotto dall'arrivo di Esmé Squalor, che travestita da chirurgo li insegue usando come armi delle scarpe con delle lame al posto dei tacchi a spillo. Sunny e Klaus riescono a fuggire, ma Violet viene catturata.
Il Conte Olaf, avendo preso il posto della direttrice del Reparto Risorse Umane con il nome di Mattathias, informa tramite un altoparlante le persone dell'ospedale che gli assassini Sunny e Klaus sono nell'edificio e comunica che a breve una paziente sarebbe stata operata pubblicamente con un'operazione chiamata craniectomia ed i ragazzi capiscono con orrore che la paziente sarà Violet e che Olaf la vuole uccidere tagliandole il cervello.
Avendo paura di essere scoperti i due fratelli si nascondono in uno sgabuzzino dove trovano dei camici da chirurgo. Comprendono che il Conte Olaf ha anagrammato il nome "Violet Baudelaire" per nascondere la ragazza tra i pazienti. Grazie all'aiuto di pastine fatte a forma di lettere dell'alfabeto e di una lista dei pazienti dell'ospedale (che ottengono dai Volontari Festaioli), fanno gli anagrammi di tutti i nomi dei malati scoprendo che il nome di Violet è stato anagrammato in Laura V. Bleediotie. Mascherandosi da chirurghi i fratelli vengono scambiati da Esmé per le donne incipriate, altre complici di Olaf; la donna dà loro un affilato coltello e li conduce nella sala operatoria. Qui si accorgono che una folla di persone è giunta ad assistere all'intervento ed incontrano l'Uomo calvo e l'uomo con gli uncini, che li esortano a compiere l'operazione, ma Klaus prende tempo raccontando la storia del coltello.
Klaus tenta quindi di svegliare la sorella (che è stata drogata) sfiorandola con un coltello, mentre Sunny la morde. Vengono però scoperti da Esmé e da Hal e vengono coperti di insulti ed inseguiti. Fuggono trasportando la sorella, ancora semi-cosciente, sulla barella provvista di ruote. L'ospedale va però in fiamme e durante l'incendio i ragazzi riescono a distrarre i presenti ed a scappare fingendo una chiamata dell'altoparlante nella quale informano tutti che i Baudelaire sono stati catturati. Però l'uomo che non sembra né uomo né donna rimane imprigionato all'interno dell'ospedale in fiamme e perde così la vita.
Non trovando altra via di fuga i Baudelaire si nascondono nel bagagliaio della macchina del Conte Olaf.

## Gli anagrammi
La lista dei pazienti che Klaus e Sunny ottengono dai Volontari Festaioli contiene diversi anagrammi di personaggi della serie, persone reali e altre frasi pertinenti:
- Lisa N. Lootnday - Alison Donalty
- Linda Rhaldeen - Daniel Handler
- Laura V. Bleediotie - Violet Baudelaire
- Monty Kensicle - Lemony Snicket
- Ned H. Rirger - Red Herring
- Eriq Bluthetts - Brett Helquist
- Ruth Dercroump - Torch Up Murder
- Al Brisnow - Lisa Brown
- Carrie E. Abelabudite - Beatrice Baudelaire

## Edizioni
- Lemony Snicket, L'ostile ospedale, traduzione di Valentina Daniele, salani, 2004,  p. 214, ISBN 88-8451-325-1.